# جي سي بي (شركة)
شركة جي سي بي (بالإنجليزية: JCB company)‏ واسمها الكامل شركة جوزيف سيريل بامفورد المحدودة للحفارات (بالإنجليزية: Joseph Cyril Bamford Excavators Ltd)‏ وتُختصر JCB هي شركة مُصنعة لمُعدت البناء والزراعة ومعالجة النفايات الصلبة والهدم ومقرها في روسيستر في إنجلترا. تُتنج الشركة أكثر من 300 نوع من الآلات، وتشمل الحفارات، والجرارات، ومحركات الديزل. للشرك 22 مصنعًا في آسيا وأوروبا والأمريكيتين، وتُباع منتجاتها في أكثر من 150 دولة.

## وصلات خارجية
- الموقع الرسمي